# Karl Schönwetter
Karl Schönwetter (Neufraunhofen, 18 augustus 1902 – Witten (Duitsland), 20 februari 1976) was de tweede kampcommandant van het Fort van Breendonk, een naziconcentratiekamp ten zuiden van Antwerpen.
Schönwetter werd pas in 1968 door het Duitse gerecht vervolgd voor oorlogsmisdaden, maar hij werd in 1975 buiten vervolging gesteld omdat hij zelf nooit persoonlijk iemand had gedood in Breendonk.
Hij werd geboren in een bescheiden familie. Zijn vader was tuinier op het nabijgelegen slot van de graven Soden-Fraunhofen. Hij verliet school op zijn dertiende en werd leerling-tuinier. Tussen mei 1918 en februari 1921, een periode van economische depressie, werkte hij geregeld als tuinier, afgewisseld met periodes van werkloosheid.
In 1921 nam hij dienst als soldaat in de Reichswehr, het leger van de Weimarrepubliek. Hij nam ontslag in april 1928 als korporaal-chef van het 19e Beierse infanterieregiment.
Hij trouwde in oktober 1928 met Therese Holzner en werd tewerkgesteld in het bouwbedrijf van zijn schoonvader.
In oktober 1931 werd hij lid van de nazipartij NSDAP en in november 1931 lid van de SS. In maart 1933 trad hij in München in dienst van de Sicherheitsdienst, de inlichtingendienst van de partij. Hij neemt deel op 30 juni 1934 aan de "Nacht van de Lange Messen", waarbij Hitler afrekende met SA. Hij werd bevorderd tot SS-Untersturmführer in 1935. Hij werd eerst overgeplaatst naar het leidend kader van het SS-Hauptamt en vervolgens, na de Anschluss van Oostenrijk op 13 maart 1938, naar de Sipo-SD van Wenen. Hij scheidde er van zijn vrouw, die leed aan schizofrenie, en trouwde reeds drie maanden later met Eugenie von Köppen.
Bij het uitbreken van de Tweede Wereldoorlog had hij al de graad van SS-Hauptsturmführer. In september 1942 werd hij, als Sturmbannführer, naar Kiev, in de bezette Oekraïne gestuurd om de leiding op zich te nemen van een kamp voor gevangen partizanen in Tsjernigov. Hij komt ziek terug in september 1943. Kort daarop werd hij benoemd tot nieuwe kampcommandant van het Fort van Breendonk in opvolging van de afgezette Philipp Schmitt.
Ook hier was hij regelmatig ziek of afwezig, zodat zijn adjunct SS-Obersturmführer Gustav Kämper gedurende langere periodes in feite de leiding van het kamp heeft. Schönwetter wordt in getuigenissen beschreven als een zwakke commandant en corrupte sjacheraar. Hij stelde voor om SS-Untersturmführer Arthur Prauss en de Vlaamse SS'er Fernand Wyss te ontslaan, maar dit werd afgewezen door het hoofdkwartier in Brussel. Toen hij na twee maanden (volgens eigen verklaring) het bestaan van de folterkamer ontdekte, liet hij onmiddellijk alle foltertuigen verwijderen. Toen het laatste gevangenentransport naar het Kamp Vught in Nederland werd georganiseerd, was Schönwetter zelfs verbaasd over de erbarmelijke toestand van de gevangenen.
Einde augustus 1944 verliet Schönwetter het kamp en begaf zich naar Oostenrijk. Hij gaf zich dan in Braunau over aan het Amerikaans leger. Hij bleef twee jaar in Amerikaans krijgsgevangenschap. Hoewel zijn naam voorkwam op de lijst van de gezochte oorlogsmisdadigers van de Verenigde Naties, werd hij niet uitgeleverd aan het Belgisch gerecht.
Na zijn vrijlating in 1947 werkte hij eerst als knecht bij een landbouwer en vervolgens bij een bouwfirma in Witten. Hij huwde opnieuw en gaat met pensioen in 1967.
In 1968 begon het Duitse gerecht een onderzoek tegen hem in, naar aanleiding van een proces tegen zijn vroegere overste Ernst Ehlers, hoofd van de Sipo-SD in België. Niettegenstaande een uitgebreid onderzoek en massa's getuigenissen over wreedheden, werd hij toch van verdere rechtsvervolging ontslagen, omdat hij nooit iemand persoonlijk had vermoord. Immers, volgens zijn verklaring, vielen onder zijn bestuur alle doden, op één natuurlijk sterfgeval na, gedurende zijn veelvuldige afwezigheden.
Hij overleed op 20 februari 1976 in Witten.

## Militaire loopbaan
- Obergefreiter: 1928
- SS-Untersturmführer: 20 april 1935[2]
- SS-Hauptsturmführer: 1940
- SS-Sturmbannführer: 20 april 1941[3]

## Lidmaatschapsnummers
- NSDAP-nr.: 865 256[2]
- SS-nr.: 17 166[2]

## Decoratie
- SS-Ehrenring[3]